# Autonome Sozialistische Sowjetrepublik Nachitschewan

Flagge der ASSR Nachitschewan; eingeführt im Jahre 1937, sowohl mit Azeri als auch mit armenischem Text. Sie wurde nicht mehr gebraucht, nachdem das aserbaidschanische Lateinalphabet in den 1940er Jahren durch das kyrillische ersetzt wurde.

Die Autonome Sozialistische Sowjetrepublik Nachitschewan (aserbaidschanisch Нахчыван Мухтар Совет Сосјалист Республикасы Naxçıvan Muxtar Sovet Sosialist Respublikası, russisch Нахичеванская Автономная Советская Социалистическая Республика) war eine autonome sozialistische Republik der Sowjetunion.
Sie befand sich innerhalb der Aserbaidschanischen Sozialistischen Sowjetrepublik.

## Geschichte
Als Vorgänger wurde am 28. April 1920 das Autonome Gebiet Nachitschewan abgetrennt. Die Autonome Sozialistische Sowjetrepublik Nachitschewan wurde am 9. Februar 1924 gegründet und bestand bis 1991. Die Fläche betrug 5500 km², die Einwohnerzahl 257.000. Das Gebiet ist seit der Unabhängigkeit Aserbaidschans die Autonome Republik Nachitschewan innerhalb des Landes, allerdings als Exklave.
2008 gab die Aserbaidschanische Nationalbank eine Gold- und eine Silbermünze als Gedenkmünzen für den 85. Jahrestag der Etablierung der Nachitschewan Autonomen Sozialistischen Sowjetrepublik aus.